# Факундо Конте
Факундо Конте (25 серпня 1989 , Вісенте-Лопесd, Буенос-Айрес і Буенос-Айрес ) — аргентинський волейболіст, бронзовий призер Олімпійських ігор 2020 року.

## Титули та досягнення
За збірну
- Бронзовий призер Олімпійських ігор 2020 року
- Срібний призер Чемпіонату Південної Америки 2011 року
- Переможець Панамериканських ігор 2015 року

Клубні
 Росаріо Сондер
- Чемпіон Аргентини (1): 2005/06

 Лубе Воллей
- Володар Кубоку виклику ЄКВ (1): 2010/11

 Скра Белхатів
- Чемпіон Польщі (1): 2013/14
- Володар Кубку Польщі (1): 2015/16
- Володар Суперкубку Польщі (1): 2014/15

 Шанхай Голден Ейдж
- Чемпіон Китаю (2): 2016/17, 2017/18

 Волей Наталь
- Чемпіон Бразилії (1): 2018/19

 Сада Крузейро
- Володар Кубку Бразилії (2): 2019/2020, 2020/2021
- Фіналіст Клубного чемпіонату світу (1): 2019
- Переможець чемпіонат Південної Америки (1): 2020